# Osteobrama feae
Osteobrama feae är en fiskart som beskrevs av Vinciguerra, 1890. Osteobrama feae ingår i släktet Osteobrama och familjen karpfiskar. IUCN kategoriserar arten globalt som livskraftig. Inga underarter finns listade i Catalogue of Life.